# Nathan Jawai
Nathan Leon Jawai (Sydney, 10 ottobre 1986) è un cestista australiano che gioca nel ruolo di centro. È stato il primo aborigeno della storia della NBA.

## Carriera
Nathan è stato scelto dagli Indiana Pacers durante il Draft NBA 2008, ed è subito passato ai Toronto Raptors tramite lo scambio che ha portato Jermaine O'Neal ai Raptors in cambio di T.J. Ford, Radoslav Nesterovič e Maceo Baston.

## Statistiche

### NBA

#### Regular Season
| Anno      | Squadra            | PG | PT | MP   | TC%  | 3P% | TL%  | RP  | AP  | PRP | SP  | PP  |
| --------- | ------------------ | -- | -- | ---- | ---- | --- | ---- | --- | --- | --- | --- | --- |
| 2008-2009 | Toronto Raptors    | 6  | 0  | 3,2  | 25,0 | -   | -    | 0,3 | 0,0 | 0,0 | 0,0 | 0,3 |
| 2009-2010 | Minnesota T'wolves | 39 | 2  | 10,6 | 44,1 | 0,0 | 68,4 | 2,7 | 0,6 | 0,3 | 0,2 | 3,2 |
| Carriera  | Carriera           | 45 | 2  | 9,6  | 43,5 | 0,0 | 68,4 | 2,4 | 0,5 | 0,2 | 0,2 | 2,8 |

### Eurolega
| Anno      | Squadra      | PG | PT | MP   | TC%  | 3P% | TL%  | RP  | AP  | PRP | SP  | PP   |
| --------- | ------------ | -- | -- | ---- | ---- | --- | ---- | --- | --- | --- | --- | ---- |
| 2010-2011 | Partizan     | 16 | 7  | 22,9 | 45,9 | -   | 78,6 | 5,0 | 0,9 | 0,6 | 0,7 | 9,1  |
| 2011-2012 | UNICS Kazan' | 15 | 10 | 14,1 | 54,7 | -   | 64,3 | 4,3 | 0,3 | 0,3 | 0,5 | 7,3  |
| 2012-2013 | Barcellona   | 30 | 6  | 15,5 | 69,7 | -   | 71,0 | 4,7 | 0,4 | 0,3 | 0,8 | 7,1  |
| 2013-2014 | Galatasaray  | 2  | 0  | 14,7 | 87,5 | -   | 72,7 | 2,5 | 0,5 | 0,5 | 0,5 | 11,0 |
| 2014-2015 | Galatasaray  | 6  | 0  | 7,0  | 70,0 | -   | 70,0 | 2,2 | 0,2 | 0,0 | 0,2 | 3,5  |
| Carriera  | Carriera     | 69 | 23 | 16,2 | 58,6 | -   | 71,8 | 4,4 | 0,5 | 0,4 | 0,6 | 7,4  |

## Palmarès

### Squadra
- Campionato serbo: 1

Partizan Belgrado: 2010-11
- Coppa di Serbia: 1

Partizan Belgrado: 2011
- Copa del Rey: 1

FC Barcelona: 2013
- Liga catalana: 1

Barcellona: 2012
- Lega Adriatica: 1

Partizan Belgrado: 2010-11
- Campionato australiano: 1

Perth Wildcats: 2015-16

### Individuale
- MVP finals Lega Adriatica: 1

Partizan Belgrado: 2010-11